# Pinzano al Tagliamento
Pinzano al Tagliamento (friülà Pinçan) és un municipi italià, dins de la província de Pordenone. L'any 2007 tenia 1.618 habitants. Limita amb els municipis de Castelnovo del Friuli, Clauzetto, Forgaria nel Friuli (UD), Ragogna (UD), San Daniele del Friuli (UD), Sequals, Spilimbergo, Travesio i Vito d'Asio.

## Fraccions
- Borgo Ampiano
- Borgo Mizzari
- Campeis
- Chischjel
- Cja Ronc
- Colat
- Colle
- Costa Beorchia
- Manazzons
- Pontaiba
- Pradaldon
- Valeriano

## Administració
| Període | Identitat         | Partit         |
| ------- | ----------------- | -------------- |
| 2004-   | Luciano De Biasio | Centreesquerra |